# Boleslau IV de Polònia

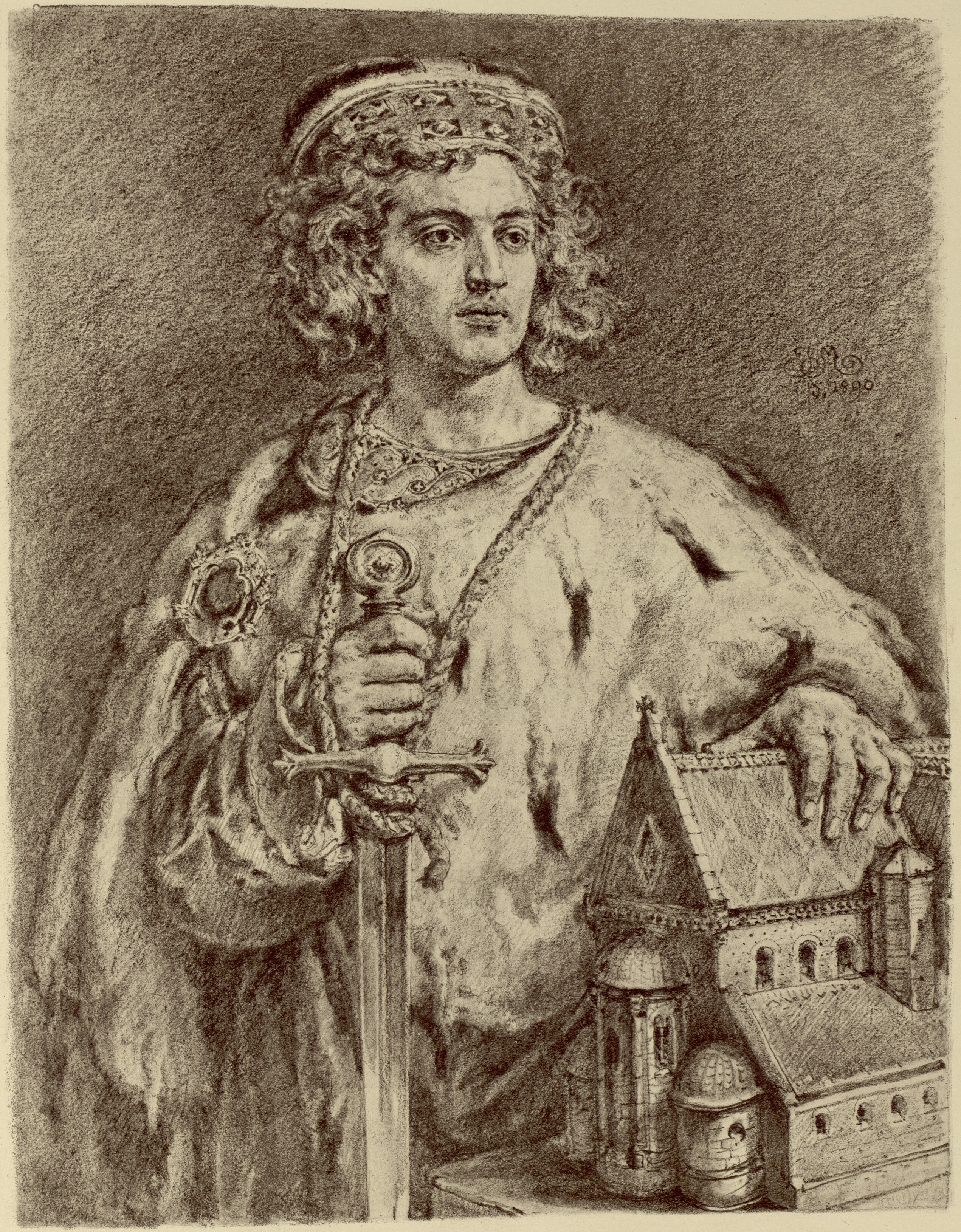
Boleslau IV l'Arrissat. Pintat per Jan Matejko.

Boleslau IV l'Arrissat (en polonès: Bolesław Kędzierzawy; 1120-1173) va ser duc de Polònia des de 1146 fins a la seva mort.
Era el fill que més anys sobrevisqué al seu pare Boleslau III de Polònia Boca-torta, duc de Polònia, del seu segon matrimoni amb Salomé de Berg, filla d'Enric, duc de Berg. Quan el seu pare moria, el germanastre més gran Ladislau II l'Exiliat, aleshores duc de Silèsia, el succeïa com a duc polonès. Boleslau IV rebia una part de Masòvia i Kujavia.
El 1145 Ladislau II de Polònia intentava prendre control del país, amb el suport dels pagans de la Rus, i els seus germans tingueren el suport del clergat que el va excomunicar, i de la noblesa, Ladislau II n'estava tant segur que va enviar al seu fill Boleslau en ajut al Gran Príncep Vsevolod II durant una revolta en contra seu, però l'expedició de Boleslau a Kíev acabà en desastre total quan el Gran Príncep va morir de malaltia creant una confusió general a Kíev i 1146 hagué de tornar precipitadament de Polònia per tal d'ajudar el seu pare. Les poques tropes que Boleslau reclutà no foren prou per a aturar la rebel·lió general contra Ladislau II, qui fou completament derrotat pels ducs joves i Boleslau esdevenia duc de Cracòvia a més dels seus propis dominis.
El Duc deposat i la seva família fugiren primer a la cort de Vladislau II de Bohèmia a Praga i després d'una temporada a Bohèmia, Ladislau i la seva família es traslladaren a Alemanya acollits pel rei Conrad, germanastre d'Agnès.
Es casava amb la princesa russa Wierzchoslawa, i tenia un fill que sobrevivia, Leszek de Masòvia, que el succeïa en el principat Masovià-Kujavià a l'edat com a molt d'onze d'anys. Com a duc de Cracòvia i Gnoezno, tanmateix era succeït pel seu pròxim germà Miecislau III el Vell, duc de Gran Polònia.
Conrad III d'Alemanya oferí la seva hospitalitat i ajuda en el restabliment de Ladislau. Inicialment semblà que l'exili només seria per uns quants mesos, gràcies a les connexions familiars de la duquessa Agnès; tanmateix, l'expedició apressada i insuficientment preparada fracassà en agost en creuar l'Oder en 1146, que s'havia inundat i finalment fracassà degut a la forta oposició dels antics súbdits de Ladislau i la pressió d'Albert I de Brandenburg i Conrad el Gran.
El 1157 l'Emperador Frederic Barba-roja organitzà una expedició contra Polònia. Es desconeix si Ladislau i els seus fills participaren directament en l'expedició, tanmateix, malgrat la victòria militar i la humiliant submissió de Boleslau a l'emperador, Ladislau II quedà decebut quan l'Emperador decidí mantenir el regnat de Boleslau i els Ducs Joves a Polònia. Dos anys més tard, el 30 de maig de 1159, Ladislau morí al seu exili en Altenburg. L'emperador obligà a Boleslau a retornar Silèsia als fills de Ladislau en 1163, i morí en 1173.